# Ophisaurus buettikoferi
Ophisaurus buettikoferi là một loài thằn lằn trong họ Anguidae. Loài này được Lidth De Jeude mô tả khoa học đầu tiên năm 1905.